# Chronicle hadművelet
A Chronicle hadművelet (Operation Chronicle, magyarul Krónika hadművelet) a második világháború csendes-óceáni hadszínterén zajlott 1943 nyarán. Része volt a rabauli japán támaszpont semlegesítését célül kitűző Cartwheel hadműveletnek. Az akció kidolgozása 1943 májusában, Walter Krueger tábornok brisbane-i főhadiszállásán kezdődött meg.

## Célpontok

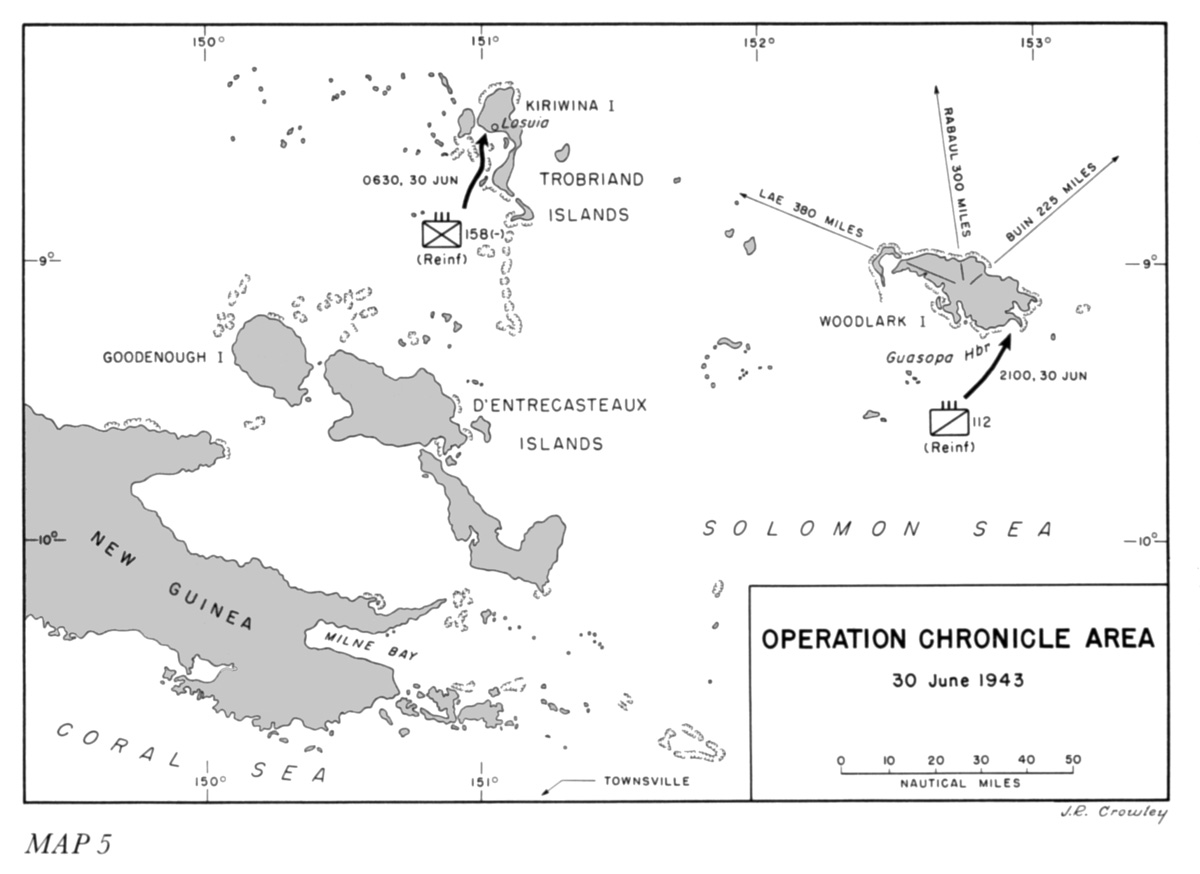

A Chronicle hadművelet két sziget elfoglalását tűzte ki célul Új-Guinea északkeleti csücske közelében. Kiriwana a Trobriand-szigetek legnagyobbika, hosszú, keskeny sziget, míg a Woodlark-sziget tőle néhány kilométerre keletre fekszik. A két szigetet a japánok nem szállták meg, de a japán repülőgépek hatótávolságán belül voltak.
Douglas MacArthur partra szálló csapatait két haditengerészeti csoport (Task Force 74 és a Task Force 76) támogatta. Az előbbi feladata az esetleges japán vízi támadás visszaverése volt, míg a másik a kétéltű támadást segítette. A japán repülőket Rabaul egy héten át tartó heves bombázásának kellett lekötnie. Az inváziós erőhöz műszaki egységek is csatlakoztak, akiknek repülőtereket kellett építeniük a szigeteken.
A felderítő csapatok májusban szálltak partra, őket június 23-án kisebb egységek követték, amelyek feladata az invázió biztosítása volt. Június 30-án este kilenc órakor a fő erők partra szálltak Woodlarkon, a „maradék” másnap érkezett. Összesen 2600 katona szállt partra. Kiriwina elfoglalása ugyanezen a napon, hajnalban kezdődött. Az invázió itt lassabban haladt, és csak július közepére sikerült minden szükséges felszerelést partra vinni.
Woodlarkon július 2-án megkezdték a leszállópálya építését, és július 23-án a 67. vadászrepülő-század a szigetre költözött. A heves esőzés miatt a kiriwinai építkezés lassabban haladt, az első repülők augusztus 18. után érkeztek. A japánok mindössze két alkalommal, kis erővel bombázták a szigeteket. A Chronicle hadműveletben a szövetségeseknek nem volt veszteségük. A két sziget hasznos bázisként működött a Salamon-szigeteken és az Új-Guineán folyó hadmozdulatok alatt.